# مدرج بومبي
مدرج بومبي هو أحد أقدم المدرجات الرومانية الباقية تقع في مدينة بومبي الرومانية القديمة، وقد دفنها ثوران بركان فيزوف عام 79 بعد الميلاد، والذي دفن أيضًا مدينة بومبي وبلدة هركولانيوم المجاورة.
تم العثور على ست جثث خلال أعمال التنقيب.